# Enlace φ

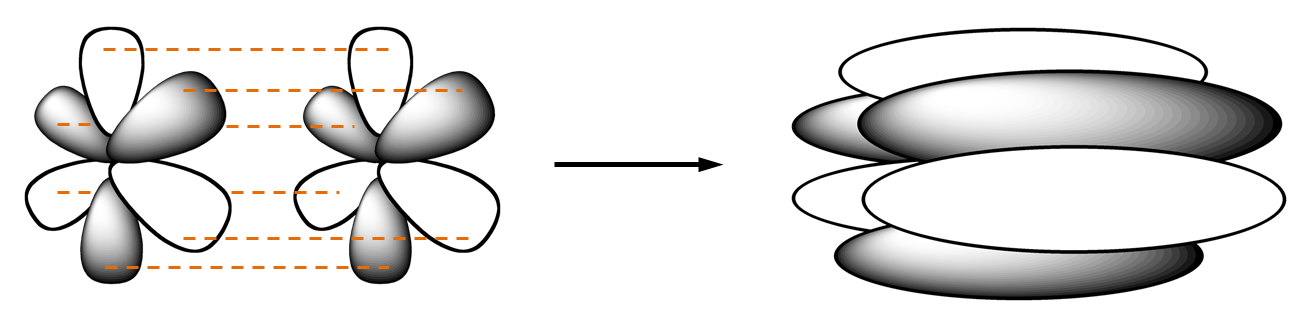
Formación de un enlace phi por traslape de dos orbitales d.

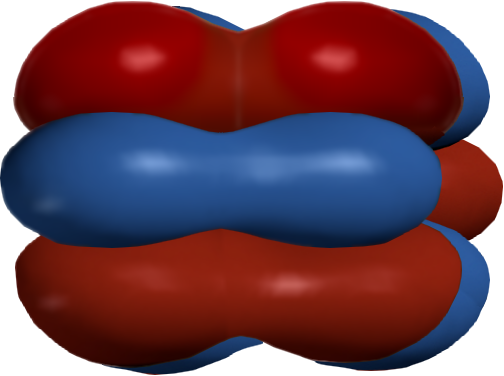
Modelo 3D de la superficie de densidad electrónica de un enlace phi.

En química, los enlaces phi (enlaces φ) son enlaces químicos covalentes donde cuatro lóbulos de un orbital electrónico involucrado se traslapan con cuatro lóbulos del otro orbital electrónico involucrado. De los planos nodales de los orbitales, sólo dos pasan a través de los núcleos de ambos átomos.
La letra griega φ en su nombre se refiere a los orbitales f, dando que la simetría orbital de los enlaces phi es la misma que la de los orbitales f.
En átomos suficientemente grandes, los orbitales d ocupados tienen energía suficientemente baja para participar en enlaces. Generalmente se observa enlaces phi en especies organometálicas. Algunos compuestos de cromo, tungsteno, molibdeno y renio contienen un enlace cuádruple, que sólo puede ser explicado recurriendo al enlace phi.
Este artículo está mal, hace referencia al enlace por simetria delta, no phi, ya que para el enlace phi en realidad se necesitan ELEMENTOS DEL BLOQUE F. Los orbitales de las imágenes deberían tener 4 lóbulos.